# Pendulum (группа)
Pendulum (англ. маятник, произносится [ˈpendʒələm] (пе́нджелэм)) — австралийская электроник-рок-группа, созданная в 2002 году в городе Перт Робом Свайром, Гаретом МакГрилленом и Полом Хардингом.
Свайр и МакГриллен являлись участниками метал-группы Xygen, но послушав выступление группы Konflict они вдохновились драм-н-бейсом. Они основали группу Pendulum вместе с Хардингом — DJ-ем, знакомым с драм-н-бейс сценой. В 2003 году группа переехала в Великобританию.
Хотя альбом Hold Your Colour был выдержан в жанре драм-н-бейс, в дальнейшем Pendulum начала экспериментировать с музыкальным стилем, что нашло отображение в альбомах In Silico и Immersion, где появились элементы альтернативного рока и хеви-метала, дабстепа, индастриала, хард рока и хауса.

## История

### Ранние годы (2002—2004)
Pendulum появилась в австралийском городе Перт, и в 2003 году выпустила свой первый трек «Vault».

### Hold Your Colour(2004—2007)
После выпуска нескольких синглов, в 2005 году Pendulum приезжает в первые в Россию на Фестиваль Пиратская Станция, вместе с Goldie, Grooverider, Fabio, выпустила свой дебютный альбом, — Hold Your Colour. В Великобритании пластинка разошлась тиражом в 225 000 копий, и смогла достичь 29 места в UK Albums Chart. Обложку для неё создал Винс Пиирсман.
Альбом был перевыпущен в 2007 году, и в нём был иной список композиций. Последние две песни: «Another Planet» и «Still Grey», были заменены на «Blood Sugar» и «Axle Grinder» .

### In Silico(2007—2009)
Второй студийный альбом группы — In Silico, был выпущен в мае 2008 года. На нём произошёл отход группы от стиля драм-н-бейс, а также включение элементов рок-музыки. Второй сингл с альбома «Propane Nightmares» смог достичь 9 места в UK Singles Chart. В 2008 году в поддержку альбома группа Pendulum выступила на многочисленных европейских музыкальных фестивалях, а также провели первое турне в Северной Америке. 4-5 декабря состоялось выступление группы в лондонской Брикстон Академи, и на его основе был выпущен концертный альбом Live at Brixton Academy, выпущенный в июне 2009 года.

### Immersion(2009—2011)
В декабре 2009 года состоялись выступления группы в Европе. Во время этого турне было объявлено о работе над третьим альбомом — Immersion. Релиз состоялся 24 мая 2010 года.
22 января 2010 года в лондонском ночном клубе Ear Storm состоялось превью альбома Immersion, также на официальном сайте были размещены дополнительные материалы. Песня «Salt In The Wounds» стала Горячей записью в программе Зейна Лоу на радиостанции BBC Radio 1, но она не была официальным синглом. В передаче было объявлено о том, что первым синглом с альбома станет композиция «Watercolour». Впервые она попала в эфир 8 марта 2010 года в программе Зейна Лоу, и стала Синглом Недели. Премьера видео состоялась 31 марта на странице группы в MySpace. 1 апреля вышел видеоклип на композицию «Salt In The Wounds». «Watercolour» смогла достичь 4 места в UK Singles Chart.
Второй сингл с альбома — «Witchcraft», вышел 18 июля, и достиг 29 места в UK Singles Chart. Третьим синглом стала песня «The Island», попавшая лишь на 41 позицию чарта. Четвёртым синглом с пластинки стала песня «Crush», вышедшая в январе 2011 года.
В этом месяце группа выпустила на iTunes делюкс-издание Immersion, где помимо 15 песен с обычной версии содержались ремиксы на «Watercolour», «Witchcraft» и «The Island». В Великобритании и США в издание были добавлены видеоклипы на эти синглы.

### Knife Party
Роб Свайр и Гарет МакГриллен объявили о своём новом проекте Knife Party. Музыкальный стиль группы — электро-хаус.

### Перерыв (2011—2015)
26 октября 2010 года Роб Свайр через Twitter объявил о работе над новым альбомом. На пластинке произойдёт отход от драм-н-бейс в сторону панка и дабстепа.
29 марта 2011 года Роб Свайр через Twitter объявил о том, что релиз нового альбома пока не планируется. Также он добавил, что в этом году будет «новый материал».
Pendulum выступали на нескольких концертах Linkin Park в ходе их североамериканского тура 2011 года, посвящённого релизу альбома «A Thousand Suns».
В 2011 году группа выступила на фестивалях Download Festival, Oxegen, Eden Sessions, Гластонбери и T In The Park, V Festival, Global Gathering, South West Four, а также стала хедлайнером в первую ночь фестиваля Isle Of Wight.
5 апреля группа через свой аккаунт в Twitter и официальный сайт объявила о релизе песни «Ransom», не попавшей в альбом Immersion. Она была выложена на сайте группы, и получённые от её реализации деньги пойдут на помощь пострадавшим от землетрясения в Японии.
3 января 2012 года Pendulum через свой аккаунт в Twitter объявила о том, что деятельность группы приостановлена до 2013 года, и в данный момент Knife Party является основным проектом.
16 июня 2012 года Роб Свайр объявил через свой аккаунт в Twitter о том, что в дальнейшем живых выступлений группы не будет, и что никаких планов относительно нового альбома не имеется.
1 августа 2012 года группа выступила с DJ-сетом на ночной сцене Российского фестиваля KUBANA.
В одном из интервью Роб Свайр сказал, что дела «Knife Party» идут очень хорошо, и этот проект остаётся главным приоритетом. Даже если группа распадётся, Пол Хардинг и Бен Маунт всё равно останутся в ней, не изменив названия, однако их специализация перейдёт в сторону DJ — сетов.
16 февраля 2013 года группа выступила с DJ-сетом как один из хедлайнеров на DnB фестивале «Пиратская Станция — Революция» в Санкт-Петербурге.
22 августа 2013 года Роб Свайр в своем Twitter написал, о том, что в 2014 году Pendulum выпустят новый альбом, однако немного позже ещё одним сообщением он сказал, что группа не вернется к живым выступлениям.

### Воссоединение и новый альбом (2016—2020)
13 июля 2014 года Роб Свайр в своём Twitter написал, что работа над новым альбомом начнется примерно в сентябре, а сам альбом может быть выпущен в начале 2016 года.
В официальном Твиттере группы сообщили, что Pendulum пополнил состав Ultra Music Festival 2016 и это будет Live выступление.
20 марта 2016 года состоялось Live выступление Pendulum на главной сцене Ultra Music Festival в Майами, которое стало первым их живым выступлением с 2011 года. К сожалению Бэн Маунт не смог принять участие в даном выступлении в виду заболевания. На выступлении его обязанности взял на себя Гарет.
В начале 2017 года в instagram группа стала активно выкладывать трейлеры предстоящих выступлений с хэштегом #Pendulummusic returns каждый из представленных трейлеров раскрывал некоторые детали предстоящего выступления. Первый в этом году, живой концерт должен пройти 26 августа в Лондоне, однако затем был выложен постер с датой 7-9 Июля Pendulum Live at Bristol, UK.
Начиная с 2017 года было принято решение вывести Бэна Маунта из основного состава группы и оставить как МС для Dj сетов, его место занял Гарет. Благодаря проекту Knife Party Гарет отлично овладел искусством МС. На момент июня 2017 года группа участвует на крупных музыкальных фестивалях электронной музыки. С датами выступлений можно ознакомиться на официальной странице коллектива. 11 августа, благодаря опубликованной информации в твиттере Роба Свайра, стало известно, что группа начала работу над новым альбомом.
В начале 2018 года Бэн Маунт официально объявил в соц.сетях об уходе из группы. Спустя месяц в соц.сетях от лица Pendulum было объявлено, что они будут одни из первых выступать в новом живом пространстве на Printworks London. Состоится выступление 14 Апреля, и оно "будет особенным".
Предварительная продажа билетов состоялась в четверг 15 февраля в 9:00. 16 февраля Pendulum объявил на своей страничке в Twitter’e что все билеты на Printworks London распроданы.

### The Reworks (2018) и дальнейшая работа группы
14 марта Pendulum объявил о старте нового альбома ремиксов. Роб Свайр сообщил в Twitter, что несколько ремиксов будут выходить с 16 марта по 29 июня. 16 марта на официальном канале Pendulum в YouTube вышел первый ремикс от Noisia на песню Hold Your Colour. 13 апреля на официальном канале Pendulum в YouTube вышел второй ремикс от Knife Party на песню Blood Sugar. 11 мая на канале в YouTube вышел очередной ремикс с альбома The Reworks и на этот раз от Icarus, на песню Tarantula. 8 июня на канале вышел видеоклип на ремикс от Skrillex на песню The Island — Pt.1 (Dawn). 29 июня состоялся релиз альбома «The Reworks».
13 января 2020 года Роб Свайр в своем инстаграме опубликовал пост с 30-секундным отрывком нового трека, который пометил тегом официальной страницы Pendulum. Многие фанаты расценили это как подтверждение того, что коллектив выпустит новую музыку впервые с 2011 года. 17 сентября 2020 года группа опубликовала 2 новых сингла — Driver и Nothing for Free, также Роб Свайр отметил, что выход нового материала близок, и в недалеком будущем группа выпустит ещё больше новых синглов. 18 сентября группа опубликовала клип на сингл Nothing for Free на официальном канале YouTube.
15 апреля 2021 года группа выпустила новый сингл — Come Alive.

### EP «Elemental» (2021)
20 мая Pendulum объявил, что 17 июня выйдет новый мини-альбом «Elemental». В его состав вошли уже вышедшие ранее синглы — «Nothing for Free», «Driver», «Come Alive», а также новый релиз — «Louder Than Words», который является коллаборацией с Hybrid Minds.

### 2023 год
2 июня 2023 года Pendulum выпустила сингл «Halo», являющийся коллаборацией с валлийским металкор-исполнителем и фронтменом группы Bullet for My Valentine Мэттью Таком. Позже было объявлено, что 3 ноября выйдет второй EP под названием Anima. Другими синглами стали «Colourfast», выпущенный 8 сентября, и «Mercy Killing» со Scarlxrd, выпущенный 1 ноября.
7 июня 2023 вышел документальный фильм под названием «Pendulum: The New Era», в котором рассматриваются причины перерыва группы с 2012 года и до воссоединения в 2016 году.
20 октября 2023 года группа Pendulum исполнила метал-кавер песни «Anti-Hero» Тейлор Свифт на радио Triple J (Австралия) в рамках проекта Like a Version.

### 2024 год
21 августа 2024 года группа выпустила сингл «Napalm», являющийся коллаборацией с Joey Valence & Brae.
28 ноября Pendulum объявила, что 9 августа 2025 года проведет свое самое масштабное живое выступление. Группа выступит в Великобритании на сцене National Bowl, вместимостью 65 000 человек.

### 2025 год
11 апреля 2025 года группа выпустила сингл «Sound Of You», являющийся коллаборацией с Armin Van Buuren.

## Дискография

### Студийные альбомы
- Hold Your Colour (25 июля 2005 года)
- In Silico (5 мая 2008 года)
- Immersion (23 мая 2010 года)
- The Reworks (29 июня 2018 года)

### Мини-альбомы
- Elemental (17 июня 2021 года)
- Anima (3 ноября 2023 года)

### Концертные альбомы
- Live At Brixton Academy (15 июня 2009 года)

## Видеография

### DVD
- Live At Brixton Academy (2009)

### Клипы
- Painkiller;
- Slam;
- Blood Sugar;
- Voodoo People (Pendulum Remix);
- Granite;
- Propane Nightmares;
- The Other Side;
- Showdown;
- Watercolour;
- Witchcraft;
- The Island — Pt. 1 Dawn;
- Crush
- The Island Pt. 1 Dawn [Skrillex Remix];
- Nothing for Free
- Come Alive
- Louder Than Words
- Halo
- Colourfast
- Sound of You

## Состав
- Роб Свайр (Rob Swire) — вокал, клавишные, MIDI-контроллеры (MIDI-гитара) (2002—настоящее время)
- Гарет МакГриллен (Gareth McGrillen) — бас-гитара, бэк-вокал, DJ, (2002—настоящее время с 2017 выполняет ещё и роль МС в группе)
- Передур Гвинедд (Peredur ap Gwynedd) — гитара, (бэк-вокал Mutiny, The Catalyst) (2006—настоящее время)
- Кевин Соука (Kevin 'KJ' Sawka) — ударные (2009—настоящее время)
- Пол Хардинг (Paul 'El Hornet' Harding) — DJ (2002—настоящее время)

## Бывшие участники
- Пол Кодиш — Ударные (2006—2009)
- Бэн «Verse» Маунт (Ben 'Verse' Mount) — МС, вокал (2006—2018, начиная с 2017 года выступал только на DJ-сетах)

## Временная шкала
Временная шкала